# Ga Soyosan
Ga Soyosan (Tiếng Hàn: 소요산역, Hanja: 逍遙山驛) là một ga tàu điện trên mặt đất của Tàu điện ngầm vùng thủ đô Seoul tuyến 1 ở Sangbongam-dong, Dongducheon-si, Gyeonggi-do, Hàn Quốc. Nó được đặt tên giống với Soyosan (587m) gần đó, một ngọn núi nằm cạnh doanh trại Lục quân Hoa Kỳ Camp Casey. Trên ngọn núi này, tại Jajae'am Hermitage, vị Thánh Phật Wonhyo đã được cho là đã đạt tới giác ngộ. Thời gian giữa Ga Soyosan và Ga Seoul thông qua Tàu điện ngầm Seoul tuyến 1 xấp xỉ 78 phút.

## Lịch sử
Nhà ga mở cửa cho doanh nghiệp vào 11 tháng 1 năm 1976 và toà nhà ga hoàn thành vào 21 tháng 9 năm 1982. Toà nhà đã bị đóng cửa trong suốt 24 năm sau đó, vào ngày 7 tháng 5 năm 2006 và một toà nhà tạm được xây dựng tại vị trí đó. Trong khi đó, Tuyến 1 của Tàu điện ngầm Seoul được mở rộng về phía Bắc qua thành phố Dongducheon, và Soyosan trở thành ga cuối phía Bắc, với một nhà ga mới được xây dựng vào 15 tháng 12 năm 2006.

## Bố trí ga
| ↑ Cheongsan   |
| \| １         |
| Dongducheon ↓ |

| １ | ●Tuyến 1 | → Hướng đi Uijeongbu · Đại học Kwangwoon · Guro · Incheon → → Kết thúc tại ga này (Tàu từ Incheon)                                            |
| ２ | ●Tuyến 1 | ← Hướng đi Cheongsan · Jeongok · Yeoncheon → Hướng đi Uijeongbu · Đại học Kwangwoon · Guro · Incheon → → Kết thúc tại ga này (Tàu từ Incheon) |

## Thống kê hành khách
| Tuyến   | Hành khách | Hành khách | Hành khách | Hành khách | Chú thích |
| Tuyến   | Y2006      | Y2007      | Y2008      | Y2009      | Chú thích |
| ------- | ---------- | ---------- | ---------- | ---------- | --------- |
| Tuyến 1 | 2226       | 2830       | 3079       | 3219       | [ 6 ]     |

## Lối thoát
| Số | Hướng đi                                                                          | Xe buýt                                                                         |
| -- | --------------------------------------------------------------------------------- | ------------------------------------------------------------------------------- |
| 1  | Soyosan / Trạm chữa cháy Soyo / Khu vui chơi Soyosan / Bảo tàng Jayusuhopeyonghwa | 36 36-5 37 39 39-1 39-4 39-5 50-5 53 53-1 53-2 53-3 53-5 53-6 53-7 53-8 53-9 54 |

## Hình ảnh

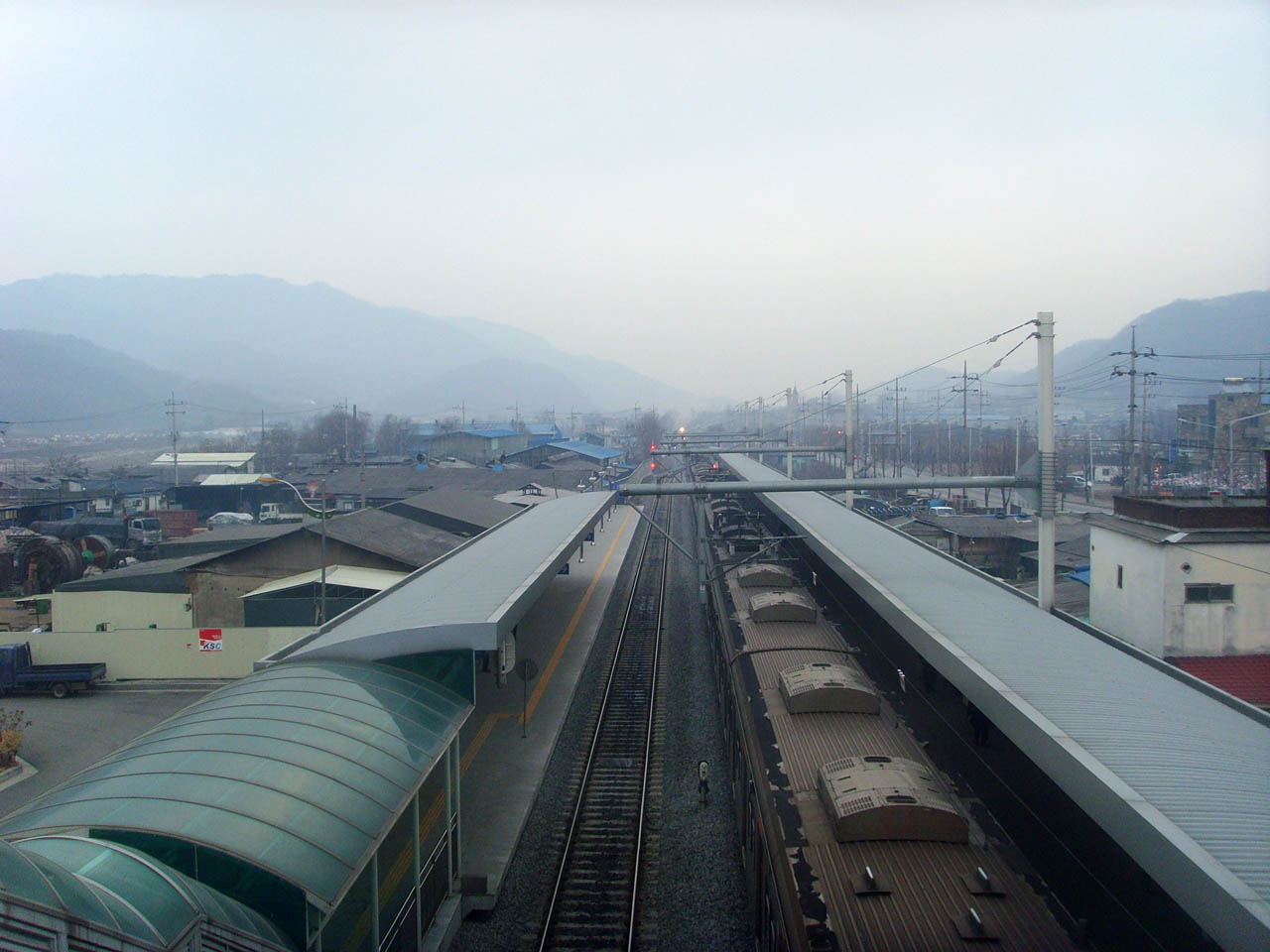
Ga Choseongni
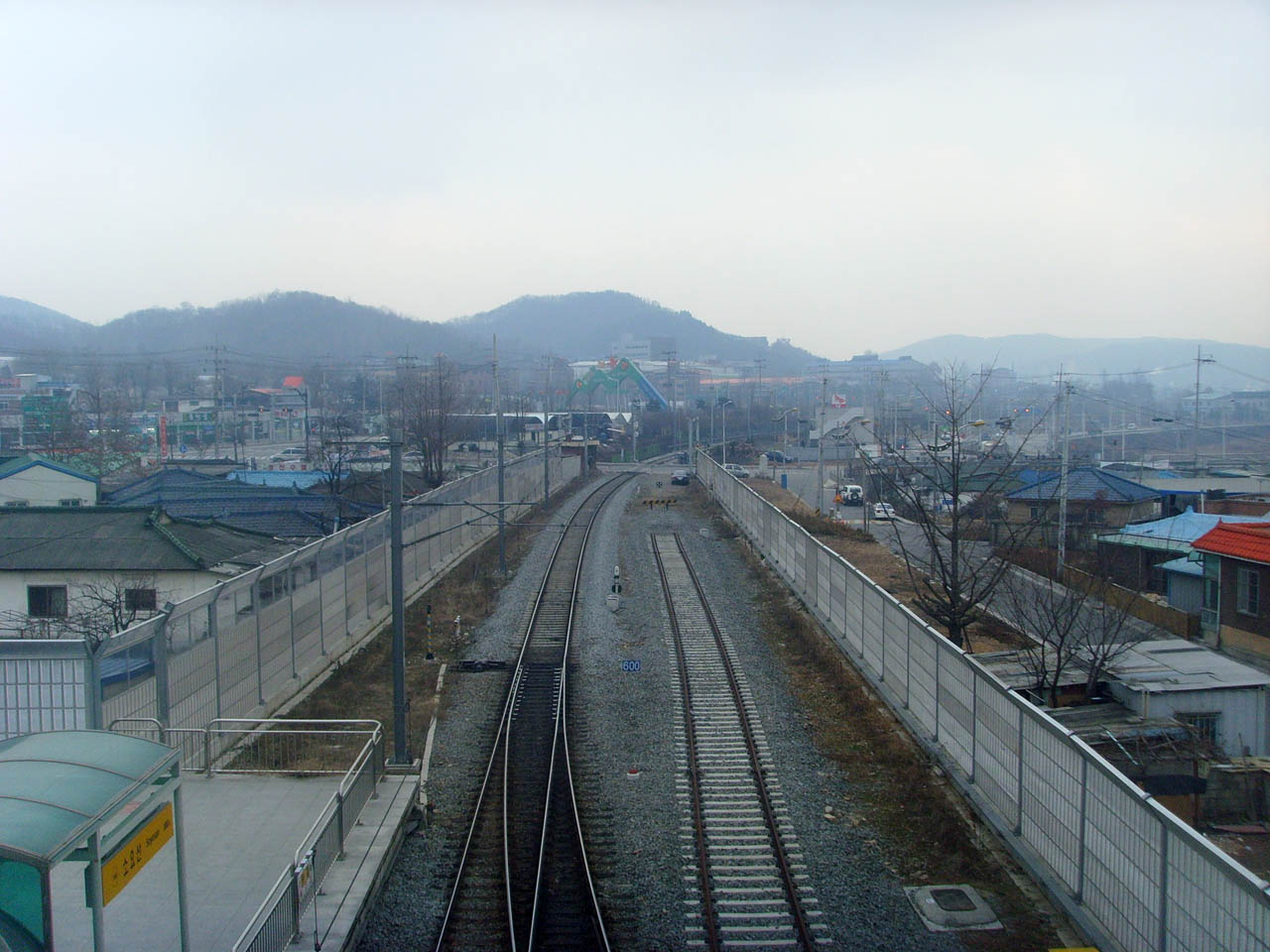
Hướng Dongducheon

## Liên kết
- Chủ đề VisitKorea ở Soyosan
- Chủ đề lịch sử trên Ga Soyosan (bằng tiếng Hàn)
- Trang xã hội Ga Soyosan Lưu trữ ngày 13 tháng 2 năm 2015 tại Wayback Machine